# Снигирёв, Евгений Григорьевич
Евгений Григорьевич Снигирёв (16 марта 1960, Дегтярск, Свердловская область, СССР) — советский и российский баскетбольный тренер. Отличник физической культуры и спорта.

## Биография
Не занимался спортом профессионально, но в детском возрасте активно играл в футбол и в баскетбол. Еще в школе ему захотелось стать тренером: примером для будущего наставника был его учитель физкультуры из Абакана. Юный Снигирёв некоторое время также проживал в Одессе, где он занимался в баскетбольной спортшколе вместе с будущим Олимпийским чемпионом Александром Белостенным. В раннем возрасте вместе с семьей переехал в Иваново, где стал тренировать школьные команды. Вместе с ним за школьные команды играли известные в будущем люди из спорта: арбитр ФИБА Александр Горшков, футболист Михаил Александров, будущий директор БК «Энергия» Ирина Денисова.
Окончил факультет физической культуры Шуйского педагогического института. Уже в 20 лет Снигирёв возглавил женскую команду завода Автокранов. Затем он работал со студенческими коллективами. Вместе с баскетболистками Ивановского государственного энергоуниверситета неоднократно становится победителем и призером соревнований Студенческой баскетбольной лиги России. В 1990 году стал директором ивановской детско-спортивной школы № 4, которая позднее стала полностью специализироваться на женском баскетболе. Руководил первой в Ивановской области профессиональной баскетбольной командой «Изабена» в Высшей лиге.
В 2001 году стал наставником образованной на базе сборной ИГЭУ команды «Энергия». В конце октября того же года она дебютировала в Высшей лиге. До 2012 года Снигирёв бессменно руководил «тигрицами». Под его руководством ивановки в 2005 году победили в Высшей лиге, а сезоне 2010/11 они заняли первое место в Суперлиге и пробились в Премьер-лигу. Причем за все 12 лет «Энергия» поступательно шла верх, неизменно улучшая свои результаты с каждым чемпионатом. В первом сезоне клуба в элите Снигирёв продолжал оставаться главным тренером, но после неудачи (последнее десятое место) специалист перешел на руководящую работу и уступил свою должность белорусскому наставнику Александру Крутикову.
После расформирования «Энергии» Евгений Снигирёв стал работать с юными игроками на базе СШОР № 4. Его воспитанницы 2004 года рождения занимали четвертое место в Первенстве России (U17). Это наивысшее достижение в истории ивановского юниорского баскетбола. Позднее коллектив наставника в мае 2021 года остановился в шаге от медалей в финале Всероссийской спартакиады молодежи в Казани. В том же сезоне возглавляемая Снигирёвым «Энергия-Юниор» впервые в своей истории вошла в пятерку лучших команд Первенства ДЮБЛ (в нем участвуют игроки до 19 лет).
По итогам успешных выступлений воспитанницы тренера Полина Исаева и Маргарита Галенко вошли в состав юниорской сборной России до 18 лет, причем Исаева сыграла за национальную команду на Еврочелленджере в Риге. В 2022 году «Энергия-Юниор» второй сезон подряд смогла пробиться в сильнейшую группу финального раунда Первенства ДЮБЛ. Решающие матчи проходили в ивановском Дворце игровых видов спорта. На родной площадке команда под руководством Снигирёва впервые в своей истории пробилась в полуфинал турнира и заняла четвертое место.
Параллельно специалист входил в тренерский штаб основы «Энергии», выступающей в Суперлиге 1. С 2011 года он занимает пост председателя Ивановской федерации баскетбола.
В июле 2022 года стало известно, что наставник во второй раз за карьеру возглавил «Энергию». Под его руководством команда завоевала серебро в дебютном Кубке Берлина (в нем принимали участие команды Высшей лиги и Суперлиги) и заняла девятое место в чемпионате Суперлиге, не попав в плей-офф. 19 апреля на встрече с болельщиками Снигирёв сообщил, что в новом сезоне он не будет главным тренером оранжево-черных, однако останется в штабе и будет координировать его работу.
В июле 2025 года Ивановская городская дума вынесла решение о награждении Евгения Снигирёва почетным знаком «Общественное признание» в номинации «Человек-легенда».

## Достижения
- Чемпион Высшей лиги: 2004/2005.
- Чемпион Суперлиги: 2010/2011.
- Финалист Кубка Д.Я. Берлина: 2022[30]